# Rickard Öste
Rickard Öste, född 11 juni 1948, är en svensk vetenskapsman och affärsman, uppfinnaren av havremjölk samt medgrundare av Oatly, ett svenskt livsmedelsföretag som tillverkar havremjölksprodukter.
1994 grundade Öste Oatly tillsammans med sin bror Björn. Moderbolag till Oatly AB är Ceba AB, som grundades av Öste 1994, och han är majoritetsägare. Ett annat dotterbolag till Ceba är Aventure AB, ett forskningsföretag. 1993 grundade Öste även Agrovision AB.
Öste är professor emeritus vid Lunds universitets Institutionen för livsmedelsteknik. Öste tillbringar 20 procent av sin tid vid Lunds universitet.
2021 vann Öste tillsammans med sin samarbetspartner Angeliki Triantafyllou Polhempriset för sitt arbete inom havrebaserade livsmedel.